# Centris dirrhoda
Centris dirrhoda là một loài Hymenoptera trong họ Apidae. Loài này được Moure mô tả khoa học năm 1960.